# Edeka
O Grupo Edeka é a maior empresa de supermercados da Alemanha, que detém atualmente uma quota de mercado de 26%. Fundada em 1898, consiste hoje de várias cooperativas de todos os supermercados independentes que operam sob a égide da organização Edeka Zentrale AG & Co KG, com sede em Hamburgo. Há cerca de 4.100 lojas com a placa de identificação Edeka que vão desde lojas de pequeno porte a hipermercados. A 16 de Novembro de 2007 a Edeka chegou a um acordo com a Tengelmann (conhecida por A&P nos Estados Unidos) para adquirir uma participação maioritária de 70% na divisão Plus da Tengelmann.